# Kumla socken, Västmanland
Kumla socken i Västmanland ingick i Övertjurbo härad, ingår sedan 1971 i Sala kommun och motsvarar från 2016 Kumla distrikt.
Socknens areal är 62,4 kvadratkilometer, varav 62,25 land. År 2000 fanns här 1 544 invånare. Tätorten Ransta samt tätorten och kyrkbyn Kumla kyrkby med sockenkyrkan Kumla kyrka ligger i socknen. 

## Administrativ historik
Kumla socken har medeltida ursprung. 
Vid kommunreformen 1862 övergick socknens ansvar för de kyrkliga frågorna till Kumla församling och för de borgerliga frågorna till Kumla landskommun. Landskommunens inkorporerades 1952 i Tärna landskommun som 1971 uppgick i Sala kommun.  1 januari 2025 uppgick församlingen i Kumla, Tärna och Kila församling.

## Organister
1 januari 2016 inrättades distriktet Kumla, med samma omfattning som församlingen hade 1999/2000.  
Socknen har tillhört fögderier, tingslag och domsagor enligt vad som beskrivs i artikeln Övertjurbo härad. De indelta soldaterna tillhörde Västmanlands regemente, Väsby kompani och Livregementets grenadjärkår, Östra Västmanlands kompani.

## Geografi
Kumla socken ligger söder om Sala väster om Sagån och öster om Ranstaån. Socknen är en slättbygd till del öppen till del skogbevuxen.
Järnvägslinjen Sala-Oxelösund passerar genom socknen.

## Fornlämningar
Gravfält från järnåldern finns här.

## Namnet
Namnet (1312 Kumblum) innehåller kummel, '(grav)minnesmärke' syftande på nu försvunna kummel vid kyrkan.

## Personer från bygden
Daniel Buskovius (1599-1677) var kyrkoherde här från 1654 och ligger begraven på kyrkogården.

## Befolkningsutveckling
| Befolkningsutvecklingen i Kumla socken, Västmanland 1750–1990                                           | Befolkningsutvecklingen i Kumla socken, Västmanland 1750–1990 | Befolkningsutvecklingen i Kumla socken, Västmanland 1750–1990 | Befolkningsutvecklingen i Kumla socken, Västmanland 1750–1990 | Befolkningsutvecklingen i Kumla socken, Västmanland 1750–1990 |
| --- | ------------------------------------------------------------- | ------------------------------------------------------------- | ------------------------------------------------------------- | ------------------------------------------------------------- |
| |                                                               |                                                               |                                                               |                                                               |
| År |                                                               |                                                               | Folkmängd                                                     |                                                               |
| 1750 | 1750                                                          |                                                               | 941                                                           |                                                               |
| 1760 | 1760                                                          |                                                               | 960                                                           |                                                               |
| 1769 | 1769                                                          |                                                               | 1 014                                                         |                                                               |
| 1780 | 1780                                                          |                                                               | 1 013                                                         |                                                               |
| 1790 | 1790                                                          |                                                               | 1 044                                                         |                                                               |
| 1800 | 1800                                                          |                                                               | 1 036                                                         |                                                               |
| 1810 | 1810                                                          |                                                               | 1 089                                                         |                                                               |
| 1820 | 1820                                                          |                                                               | 1 054                                                         |                                                               |
| 1830 | 1830                                                          |                                                               | 1 043                                                         |                                                               |
| 1840 | 1840                                                          |                                                               | 1 046                                                         |                                                               |
| 1850 | 1850                                                          |                                                               | 1 074                                                         |                                                               |
| 1860 | 1860                                                          |                                                               | 1 142                                                         |                                                               |
| 1870 | 1870                                                          |                                                               | 1 281                                                         |                                                               |
| 1880 | 1880                                                          |                                                               | 1 536                                                         |                                                               |
| 1890 | 1890                                                          |                                                               | 1 515                                                         |                                                               |
| 1900 | 1900                                                          |                                                               | 1 562                                                         |                                                               |
| 1910 | 1910                                                          |                                                               | 1 672                                                         |                                                               |
| 1920 | 1920                                                          |                                                               | 1 745                                                         |                                                               |
| 1930 | 1930                                                          |                                                               | 1 617                                                         |                                                               |
| 1940 | 1940                                                          |                                                               | 1 497                                                         |                                                               |
| 1950 | 1950                                                          |                                                               | 1 386                                                         |                                                               |
| 1960 | 1960                                                          |                                                               | 1 241                                                         |                                                               |
| 1970 | 1970                                                          |                                                               | 1 413                                                         |                                                               |
| 1980 | 1980                                                          |                                                               | 1 673                                                         |                                                               |
| 1990 | 1990                                                          |                                                               | 1 582                                                         |                                                               |
| Anm: Källor: Umeå universitet - Tabellverket 1749-1859, Demografiska databasen, CEDAR, Umeå universitet |                                                               |                                                               |                                                               |                                                               |